# Організація економічного співробітництва
Організація економічного співробітництва — (ОЕС) англ. Economic Cooperation Organization — (ECO) – міжурядова організація, членами якої є сім азійських та три євразійські країни. Організація виступає в ролі платформи для обговорення шляхів покращення розвитку торгівлі та інвестиційних можливостей країн членів. ECO є спеціальною організацією відповідно до Статуту Організації Об'єднаних Націй (гл. VIII). Загальна мета полягає у створенні єдиного ринку товарів і послуг, подібного до Європейського Союзу. Секретаріат ОЕС знаходиться в Тегерані, економічне бюро в Туреччині, наукове бюро в Пакистані. Населення організації становить 416 046 863 ос., площа 8 620 697 км². Організація створена у 1985 р. у складі: Пакистану, Туреччини та Ірану. У 1992 р. до її складу приєднались Азербайджан, Казахстан, Киргизстан, Таджикистан, Туркменістан, Узбекистан.

## Історія
Організація економічного співробітництва, створена у 1985 році Іраном, Пакистаном і Туреччиною з метою поглиблення економічного, технічного та культурного співробітництва між державами-членами. Вона стала наступницею «Організації регіональної співпраці та розвитку» (англ. Regional Cooperation for Development) — (RCD), яка була заснована в 1964 році, та закінчила діяльність в 1979. Восени 1992 року, ЕОС була розширена за рахунок включення семи нових членів, а саме Афганістану, Азербайджану, Казахстану, Киргизстану, Таджикистану, Туркменістану і Узбекистану.

## Діяльність
Діяльність ОЕС здійснюється через директорати під керівництвом генерального секретаря та його заступників.
Діяльність ОЕС зосереджена на досягненні взаємної вигоди її членів шляхом розвитку різних проектів та програм в таких областях:
- Торгівля та інвестиційна діяльність;
- Транспорт та телекомунікації;
- Енергетика, видобуток корисних копалин та охорона навколишнього середовища;
- Сільське господарство, промисловість та туризм;
- Проекти з економічних досліджень та статистики.

У взаєминах країн ОЕС переважає економічна складова, політична спрямованіть менш виражена. Основні політичні та економічні напрями діяльності ОЕС встановлюються на самітах глав держав країн-членів ОЕС, які проводяться раз на два роки відповідно до Статті 4 Статуту ОЕС.

## Генеральні Секретарі

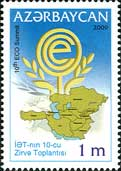
Поштова марка випущена до ювілейного 10-го саміту ЕОС

## Генеральні Секретарі[6]
| # | Ім'я                | Країна     | Період                      |
| - | ------------------- | ---------- | --------------------------- |
| 1 | Елайріз Салярі      | Іран       | 1988 — 1992                 |
| 2 | Шамшад Ахмед        | Пакистан   | 1992 — 1996                 |
| 3 | Ондер Озар          | Туреччина  | 1996 — 2000                 |
| 4 | Абдолрахім Гаваші   | Іран       | Серпень 2000 — Липень 2002  |
| 5 | Сеяд Мойтеба Еросту | Іран       | Липень 2002 — Серпень 2003  |
| 6 | Бекжазар Нарбаєв    | Казахстан  | Серпень 2003 — Липень 2004  |
| 7 | Асхат Оражбей       | Казахстан  | Липень 2004 — Серпень 2006  |
| 8 | Хуршід Анвар        | Пакистан   | Серпень 2006 — Серпень 2009 |
| 9 | Ях'я Маруфі         | Афганістан | Серпень 2009 — Серпень 2012 |

## Держави— члени
| Країна       | Столиця   | Площа (км²) | Населення (2010) | Щільність (осіб на км²) | ВВП (2010) (номінальний, $ млн.) | ВВП (2010) (на душу, $) | Валюта | Офіційні мови        |
| ------------ | --------- | ----------- | ---------------- | ----------------------- | -------------------------------- | ----------------------- | ------ | -------------------- |
| Афганістан   | Кабул     | 647 500     | 29 662 000       | 46                      | 16 968                           | 572                     | Афгані | Дарі, Пушту          |
| Азербайджан  | Баку      | 86 600      | 9 040 000        | 104                     | 51 787                           | 5728                    | Манат  | Азербайджанська      |
| Іран         | Тегеран   | 1 648 195   | 75 350 000       | 46                      | 359 970                          | 4777                    | Ріал   | Перська              |
| Казахстан    | Астана    | 2 724 900   | 15 584 000       | 6                       | 126 346                          | 8107                    | Тенге  | Казахська            |
| Киргизстан   | Бішкек    | 199 900     | 5 444 000        | 27                      | 5122                             | 940                     | Сом    | Киргизька, Російська |
| Пакистан     | Ісламабад | 803 940     | 166 578 000      | 207                     | 177 901                          | 1068                    | Рупія  | Урду, Англійська     |
| Таджикистан  | Душанбе   | 143 100     | 6 536 000        | 46                      | 5499                             | 841                     | Сомоні | Таджицька            |
| Туреччина    | Анкара    | 783 562     | 71 428 000       | 91                      | 710 737                          | 9950                    | Ліра   | Турецька             |
| Туркменістан | Ашгабат   | 488 100     | 5 439 000        | 11                      | 20 232                           | 3720                    | Манат  | Туркменська          |
| Узбекистан   | Ташкент   | 447 400     | 28 246 000       | 63                      | 37 290                           | 1320                    | Сом    | Узбецька             |